# Mamej americká

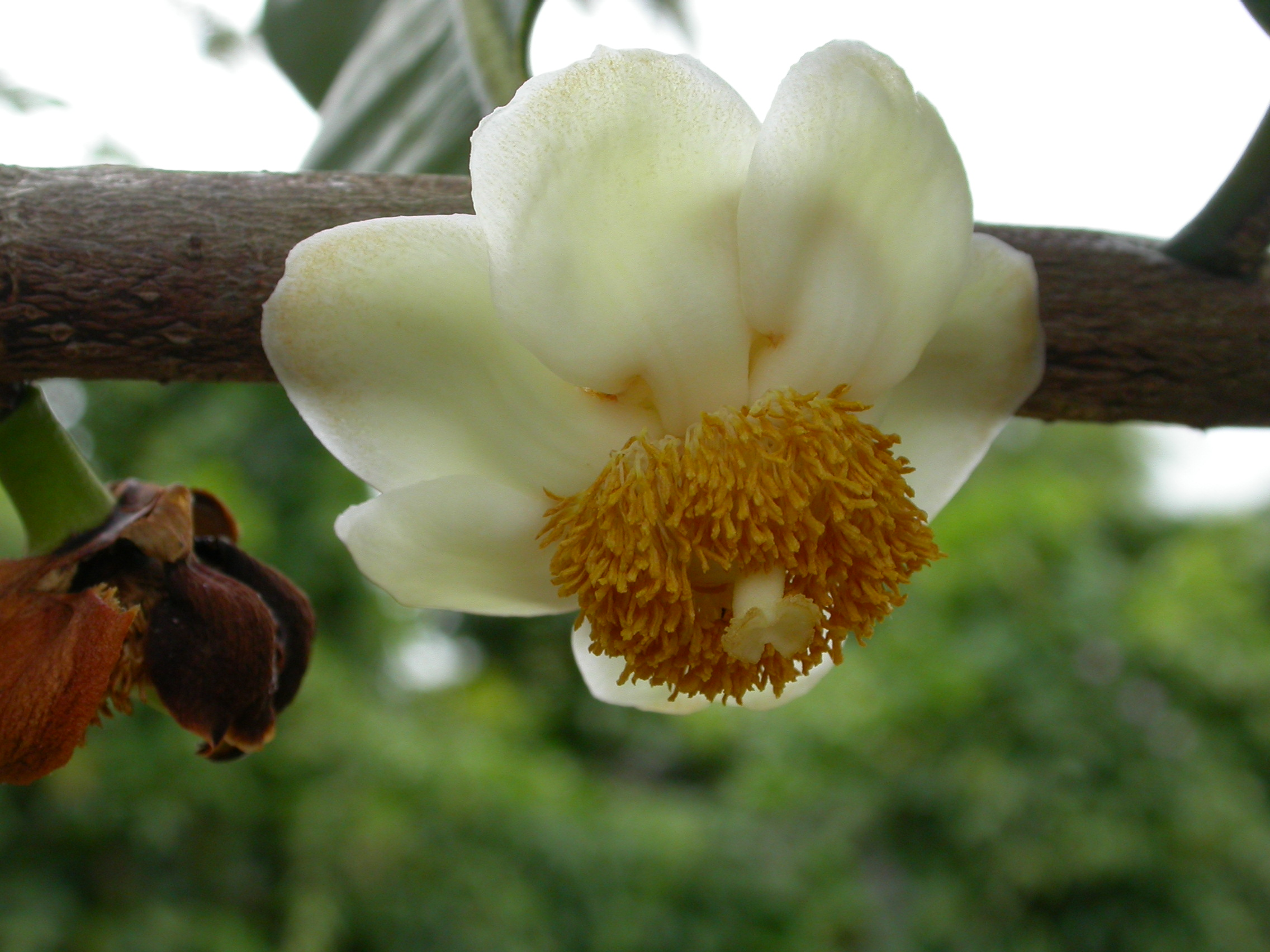
Květ

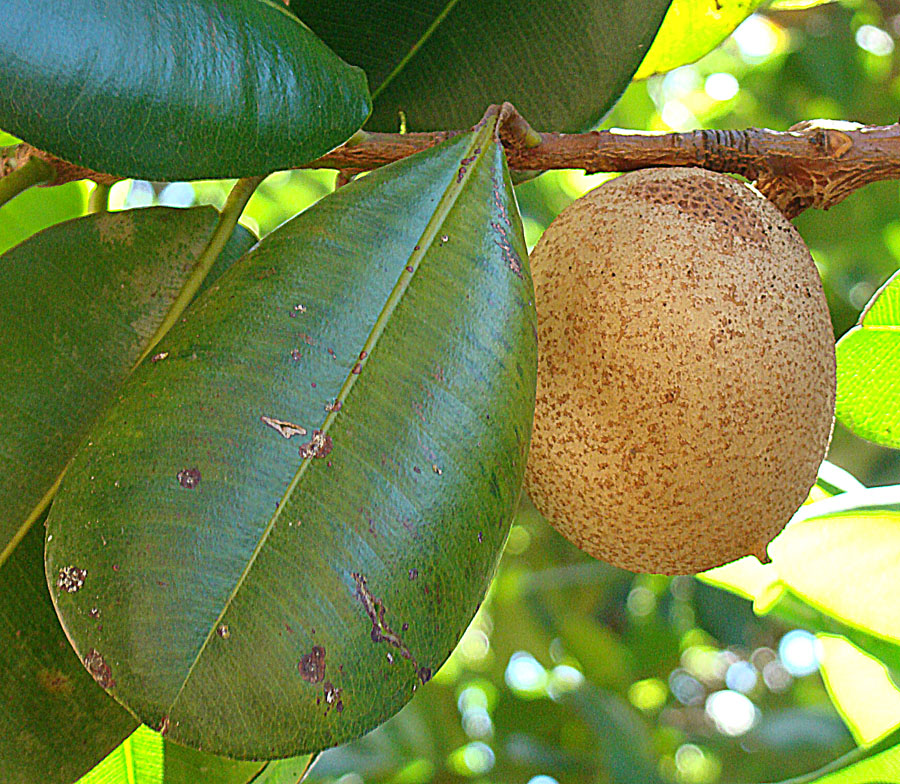
Plod

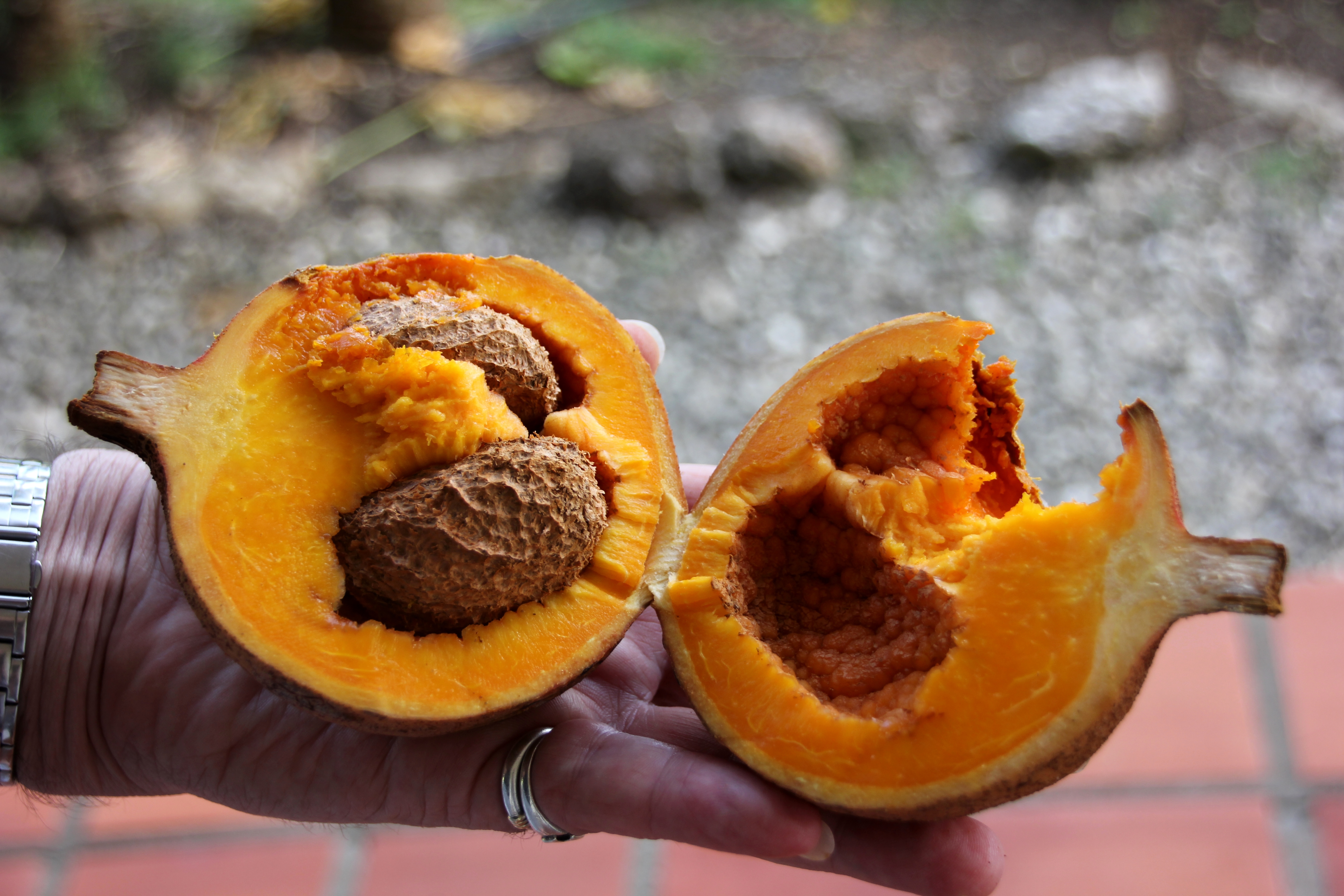
Rozpůlený plod

Mamej americká (Mammea americana) je stálezelený tropický strom pěstovaný hlavně pro chutné ovoce. Pochází z rozsáhlého území rozkládající se od jižního Mexika přes většinu států Střední Ameriky až po severovýchod Venezuely v Jižní Americe a dále z mnoha ostrovů v Karibiku. V novověku byl pro své ovoce rozšířen i do nedaleké Brazílie, Guyany, Francouzské Guyany, Surinamu, Kolumbie a Ekvádoru, stejně jako na Floridu ve Spojených států amerických. Později se začal pěstovat i v tropické Africe v Guineji, Sierra Leone, Zanzibaru, na Madagaskaru a v Asií v Indii, Indonésii a na Filipínách, stejně jako na pacifických ostrovech v Mikronésii, na Fidži, Nové Kaledonii a Havaji.

## Ekologie
Rozšíření mameje americké je vázáno na tropické klima, na území s neklesající teplotou k bodu mrazu. Potřebuje půdu hlubokou, dobře odvodněnou a bohatou na živiny. Je schopná se přizpůsobit i mělkému, písčitému stanovišti, kde ale roste pomaleji a méně plodí. Je pozoruhodně odolná vůči živočišným škůdcům i různým nemocem, stejně jako proti silnému větru, nesnáší však slaný vítr vanoucí z moře.
Nejlépe roste v oblastech s denní teplotou pohybují v rozmezí 24 až 30 °C, po kratší dobu snese 15 až 35 °C. Mladá rostlina bývá poškozena poklesem teploty již k +2 °C. Upřednostňuje roční srážky v rozsahu 1200 až 1800 mm, toleruje i 800 až 2600 mm. Dospělá rostlina potřebuje stanoviště s plným osvětlením, případně jen v mírném polostínu. Nejlépe ji vyhovuje pH půdy v rozmezí 6,0 až 6,5, poroste i při 5,5 až 8,0. Její výskyt je omezen na vlhké tropické klima, nejlépe roste v nížinách, ale může uspět i na vhodném stanovišti ve výškách až 1000 m n. m.
V oblasti Karibiku začínají plody dozrávat od konce dubna do července, na Floridě od června do srpna. V centrální Kolumbií a v Portoriku dávají některé stromy dvě úrody ročně.

## Popis
Stálezelený strom vysoký až 20 m, s kmenem majícím v průměru až 1 m, hustou, okrouhlou, rozložitou korunou a s do široka rozrostlými kořeny. Čtyřhranné větévky jsou hustě porostlé vstřícnými, kožovitými listy s řapíky až 10 cm dlouhými. Jejich čepele jsou tvaru vejčitého či široce eliptického, po obvodě jsou celokrajné, na vrcholu tupé, bývají dlouhé 8 až 20 cm a široké 4 až 10 cm. Jsou oboustranně tmavě zelené, průsvitně tečkované a hustá žilnatina s paralelními žilkami na obou stranách výrazně vystupuje.
Bílé, 2,5 cm velké, vonné květy na stopkách asi 1,5 cm dlouhých vyrůstají jednotlivě, nebo po dvou či třech, z úžlabí listů. Stromy bývají většinou mnohomanželné, mají květy oboupohlavné a současně i samčí, občas se ale objeví stromy se všemi květy jen samčími. Oboupohlavné květy mají kalich vytvořený dvěma tlustými lístky a korunu ze čtyř až šesti lístků, jež jsou volné, okrouhlé až podlouhlé a na vrcholu tupé. Oranžových tyčinek s čárkovitými prašníky bývá větší počet, dvoupouzdrý svrchní semeník nese krátkou čnělkou zakončenou plochou, dvou až čtyřdílnou bliznou. Samčí květy se odlišují zakrslým semeníkem.
Plod je velká peckovice kulovitého či vejčitého tvaru o velikosti 10 až 20 cm a váze 0,5 až 2 kg s kožovitým, drsným, světle hnědým nebo šedavě hnědým povrchem. Obsahuje jedno až čtyři semena s vláknitým endokarpem, která jsou velká až 7 × 5 cm; menší plody mívají míň semen. Mezokarp je poživatelná aromatická dužina. Ovoce se do plné zralosti od opylení květu vyvíjí téměř rok.
Semena mají životnost jen po dobu dvou až čtyř měsíců a nestejně dlouhou dobu dormance, obvykle vyklíčí za jeden až čtyři měsíce. Semenáče se pěstují v polostínu a po dosažení výšky asi 50 cm se vysazují na stanoviště. Protože ze semene občas vyroste strom jen se samčími květy, což se zjistí až v době prvního kvetení, často se semenáče roubují rouby ze známých stromů plodících kvalitní ovoce. Plody z nekvalitních odrůd mohou být příliš kyselé nebo nepříjemně pálivé.

## Sklizeň
Zralost plodů je indikována mírným zežloutnutím kůže, u některých odrůd se barva nemění a povrch se při kontrole lehce poškrábne nehtem a při žluté barvě podkoží je plod zralý, při zelené nikoliv. Plody se sklízejí ručně, odřezávají se se stopkou za kterou se uvazují nebo se dávají do košů, spadlé plody jsou poškozené a brzy se kazí. Produktivita jednotlivých stromů se liší, nejvýnosnější stromy na Portoriku dávají za rok při dvou sklizních celkem 300 až 400 plodů. Stromy rostoucí ze semen dávají prvou úrodu ve stáří osmi, deseti nebo až třinácti let, jedinci ze semenáčů v mládí naroubovaných kvalitními odrůdami často plodí již za čtyři roky.

## Použití
Před konzumaci se seříznutím odstraní hořká, pryskyřicí proniknutá slupka asi 3 mm tlustá, včetně stejně hořké blány pod ní, dále se vyjme semeno a od dužnaté části plodu se oddělí jeho vláknitý obal trpké chuti. Zbylá dužina je poživatelná, čerstvá je příjemně nakyslá, šťavnatá, chutná po broskvích, meruňkách či malinách. Také se různě připravuje, stává se součásti ovocných salátů, podává se se smetanou a cukrem, jako příloha k dušenému masu nebo je náplní koláčů a dortů, bývá součásti osvěžujících nápojů. Ovoce je bohaté na pektin, dělají se z něj sirupy, kompoty, marmelády a ovocná želé. Z plodů se připravuje víno obohacené o šťávy ronící poraněné větve. Vonné květy jsou součásti likéru vyráběného z lihového destilátu. Šťáva z rozdrcených semen zanechává na látce nesmazatelné skvrny.
Dřevo stromů je tvrdé a těžké, jemnozrnné, dobře opracovatelné i leštitelné. Jádro je červenohnědé nebo purpurově hnědé a běl je velmi světlá, jeho měrnou hmotnost bývá 0,86 až 0,98 g/cm³. Používá se na truhlářské výrobky, nábytek, vnitřní obklady, soustružené dekorativní prvky, sloupy, krokve střech i ploty. Je odolné vůči vlhkosti, však náchylné k napadení termity. Slouží i jako palivo. Kůra stromu je silně stahující a společně s listy jsou účinným insekticidním prostředkem proti písečným blechám, vším, klíšťatům, roztočům a různému hmyzu škodícímu lidem i domácím zvířatům. Stejné účinky má i na vzduchu tuhnoucí žlutý latex vytékající z poraněných míst na kmeni či větvích. Nálev ze semen se používá jako anthelmintikum.
Stromy bývají vysazovány nejen jako plodonosné, ale i jako okrasné, stínicí, plnící funkci větrolamů nebo svými do široka rozprostřenými kořeny bránící erozi půdy. Zralé ovoce se rychle se kazící, což omezuje jeho skladovatelnost i transport, je také citlivé na poškození v důsledku chladu, v poživatelné kvalitě vydrží po sklizni pouze asi týden, proto se do Evropy dostává jen zcela ojediněle.